# Бекас

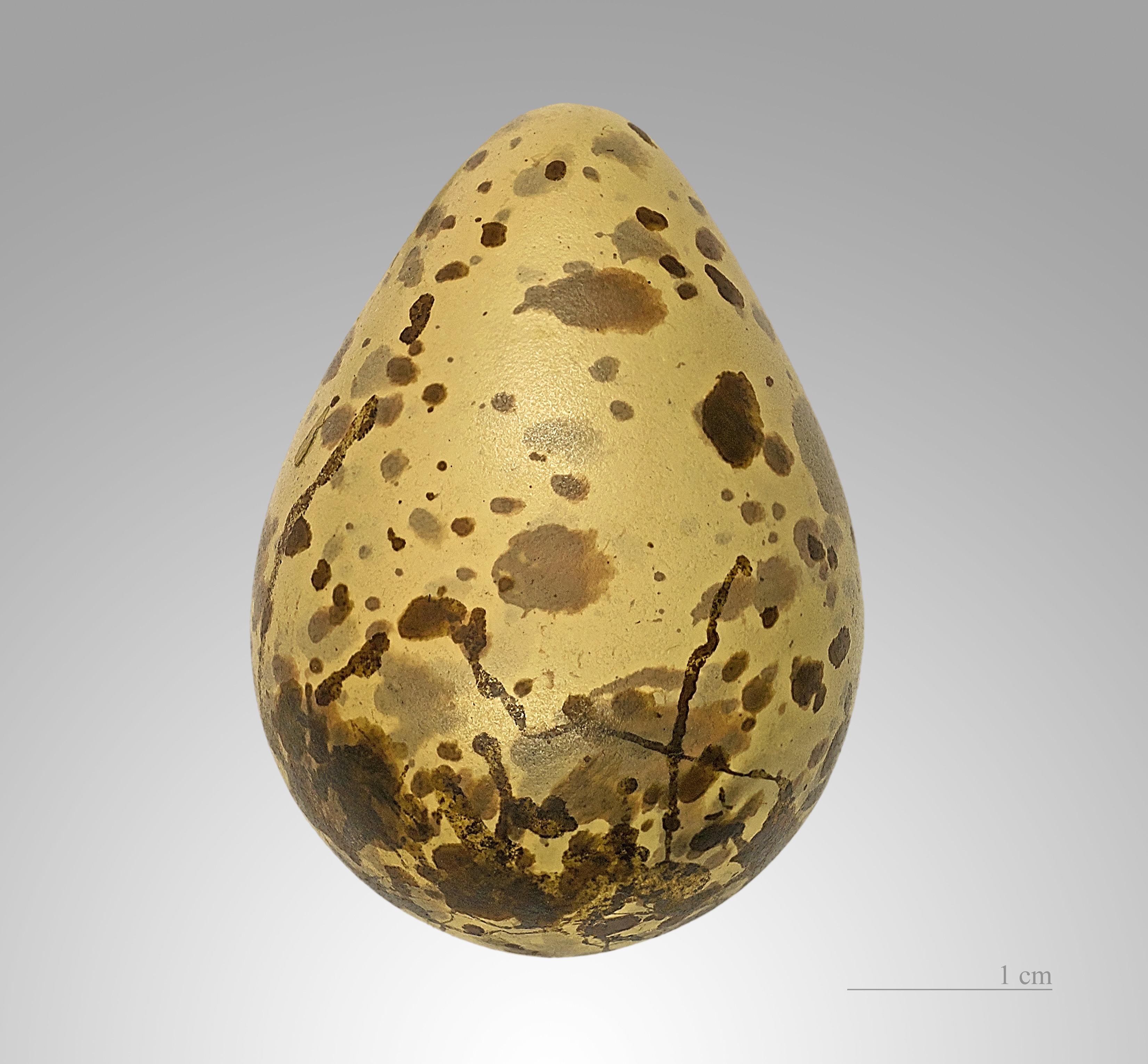
Gallinago gallinago

Бека́с (лат. Gallinago gallinago) — вид птиц семейства бекасовых. Небольшая птица с очень длинным, прямым и острым клювом. Небольшой кулик размером примерно с большого пёстрого дятла. У них короткие зеленовато-серые ноги. Тело имеет пятнисто-коричневый окрас с желтоватыми полосами сверху и светлыми снизу. У крыльев заострённая форма. Длина тела около 26 см, масса 80—180 г, размах крыльев 40—45 см.

## Этимология
От фр. bécasse «кулик» ← bec «клюв».

## Ареал
Населяет болота, сырые луга, топкие берега водоёмов и тундру. Гнездится в субарктическом и умеренном климате Евразии, а также за пределами материков в Исландии, на Британских, Азорских и Фарерских островах. Зимует в Южной Европе, тропической Азии, Африке. Гнездо устраивает на земле в небольшом углублении. Питается водными беспозвоночными.

## Бекас и человек
Мясо бекаса съедобно. Объект спортивной охоты.

## Интересные факты
- От английского названия бекаса snipe в начале XIX века произошло слово «снайпер»[5]. Особенности полёта и сравнительно небольшие размеры бекаса делают его весьма трудной мишенью, и поразивший её стрелок по праву мог считаться виртуозом (особенно с учётом уровня развития оружия того времени).

- При токовании самец бекаса поднимается на высоту до 100 м и затем стремительно пикирует вниз. При этом он издаёт звук, напоминающий блеянье барашка[6][7], причём источником звука являются перья хвоста, вибрирующие под напором воздуха[8].